# Ectroma dalmatinum
Ectroma dalmatinum är en stekelart som beskrevs av Hoffer 1970. Ectroma dalmatinum ingår i släktet Ectroma och familjen sköldlussteklar.
Artens utbredningsområde är Kroatien. Inga underarter finns listade i Catalogue of Life.